# Terneuzen

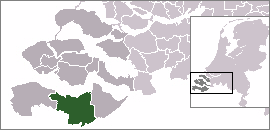
Lägeskarta

Terneuzen är en kommun i provinsen Zeeland i Nederländerna. Kommunens totala area är 317,78 km² (där 66,36 km² är vatten) och invånarantalet är på 55 371 invånare (2005).
Från staden leder Gent-Terneuzenkanalen in till Gent i Belgien.